# RCS2 J2327
RCS2 J2327 （也稱為RCS2 J2327-0204）是一個極其巨大的星系團。它位於雙魚座，距離地球64億光年 ， 因此，它成為離地球最遠的星系團之一。最近的研究表明，該星系團的質量為兩萬億太陽，使其成為質量第二大的星系團。眾所周知，這些星系團能以引力透鏡扭曲、偏轉、和放大來自其後面物體的光。 它也可以在強透鏡、弱透鏡和微透鏡中觀察到， 並且有85%的質量是不可見的暗物質。